# 허현도
허현도(1988년 4월 5일 ~ )는 대한민국의 배우이자 모델이다.

## 학력
- 단국대학교

## 출연작

### 영화
- 《두번할까요》 (2019년) - 신혼부부 남 역
- 《어느 멋진 순간》 (2016년) - 범수 역

### 드라마
- 《보이스 4》 (2021년, tvN) - 골든타임팀 대원 역
- 《어게인 마이 라이프》 (2022년, SBS) - 이주석 역

### 방송
- 《국가가 부른다》 (2013년, XTM)

### 뮤직비디오
- 유니크노트 - 다시 만나자

## 수상
- 2015년 제24회 SBS 슈퍼모델 선발대회 TOP 7